# هلمن کوت
هلمن کوت (استونیایی: Helmen Kütt؛ زادهٔ ۲۸ ژوئیهٔ ۱۹۶۱) سیاستمدار و نماینده سابق مجلس اهل استونی است.